# Bill McKerlich
William Alister M. „Bill” McKerlich (ur. 2 grudnia 1936 w Vancouver) – kanadyjski wioślarz, dwukrotny srebrny medalista olimpijski.
Wystąpił na igrzyskach olimpijskich w Melbourne w 1956, gdzie Kanadyjczycy w składzie: Philip Kueber, Richard McClure, Robert Wilson, David Helliwell, Donald Pretty, Bill McKerlich, Douglas McDonald, Lawrence West i Carlton Ogawa (sternik) zdobyli srebrny medal w ósemkach. W wyścigu finałowym o 1,9 sekundy przegrali z osadą USA, a o 2,1 sekundy pokonali Australijczyków. Na rozgrywanych cztery lata później igrzyskach olimpijskich w Rzymie w tej samej konkurencji Donald Arnold, Walter D'Hondt, Nelson Kuhn, John Lecky, David Anderson, Archibald MacKinnon, Bill McKerlich, Glen Mervyn i Sohen Biln (sternik) ponownie zajęli drugie miejsce. W finale uplasowali się o 4,34 sekundy za Wspólną Reprezentacją Niemiec i o 3,32 sekundy przed osadą Czechosłowacji. 
Ponadto zdobył złoty medal w ósemkach na igrzyskach Imperium Brytyjskiego i Wspólnoty Brytyjskiej w Cardiff w 1958. 
Kształcił się na Uniwersytecie Kolumbii Brytyjskiej. Po zakończeniu kariery został nauczycielem, a następnie pracował w Ministerstwie Edukacji Kolumbii Brytyjskiej. 
Jego syn Ian także był wioślarzem i olimpijczykiem.